# Castors de Martinez
Els castors de Martinez són una família de castors americans que viuen a l'Alhambra Creek al centre de Martinez, a Califòrnia. Més coneguda com la llar del naturalista John Muir, Martinez ha esdevingut un exemple a nivell de nacional de restauració de corrents urbans utilitzant els castors com a enginyers de l'ecosistema.
A finals de 2006, un mascle i una femella de castor van a l'Alhambra Creek, i van tenir 4 cries l'estiu següent. Després que la ciutat de Martinez hagués decidit l'extermini dels castors, els conservacionistes locals van formar una organització anomenada Worth a Dam i com a resultat de les seves activitats, la decisió va ser anul·lada. Posteriorment, les poblacions silvestres han crescut en diversitat al llarg de la conca de l'Alhambra Creek, molt probablement a causa de les preses mantingudes pels castors.

## Alhambra Creek

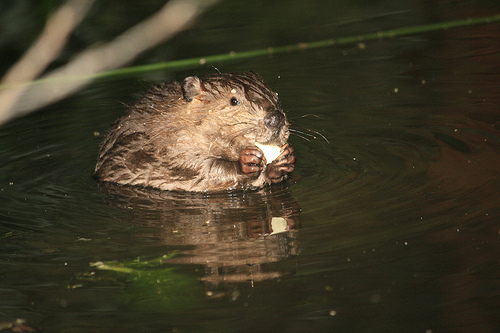
Cria de castor de 3 setmanes nedant a l'Alhambra Creek (juny de 2010)

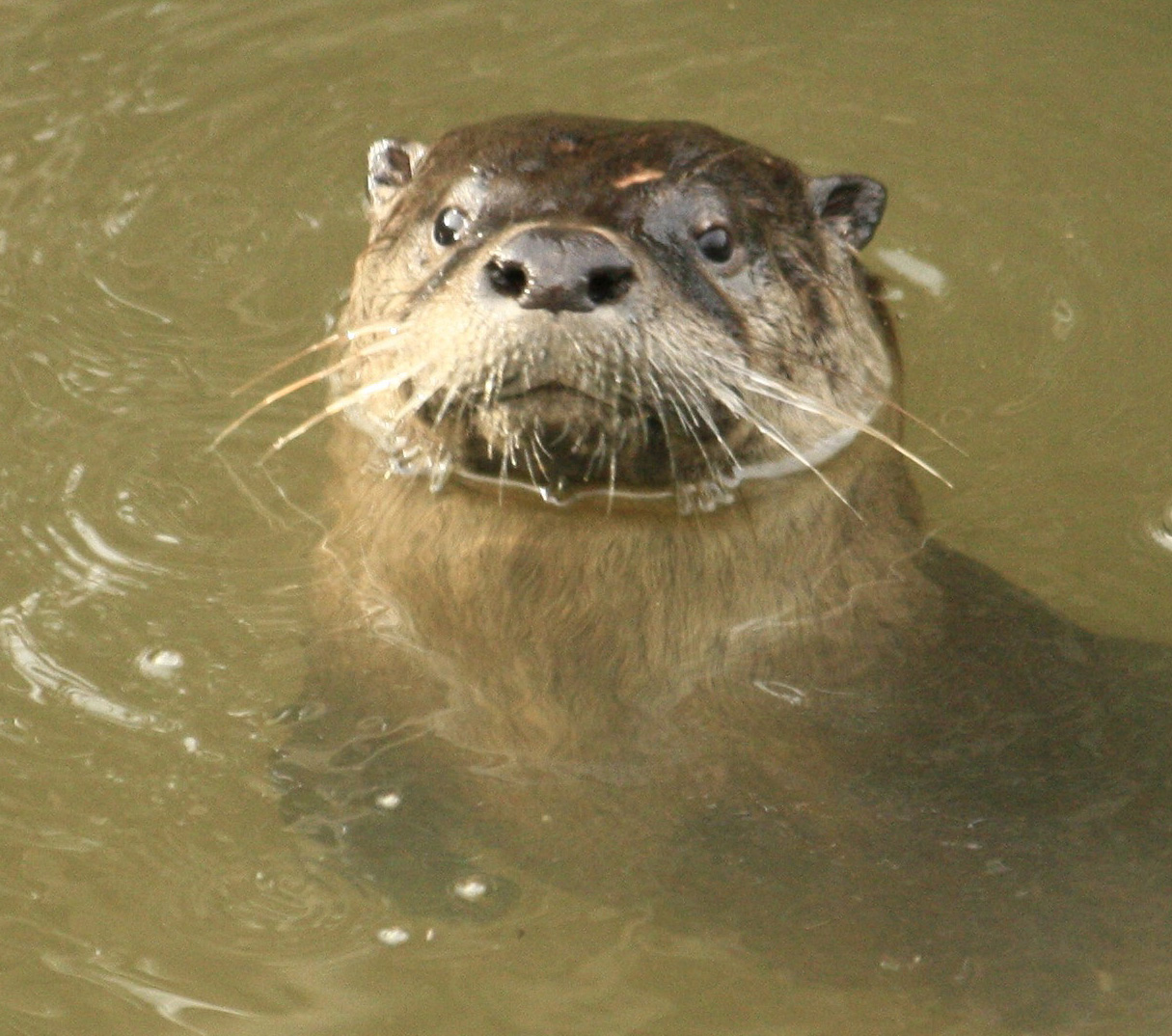
Llúdria a un estany de castor de l'Alhambra Creek (2008)

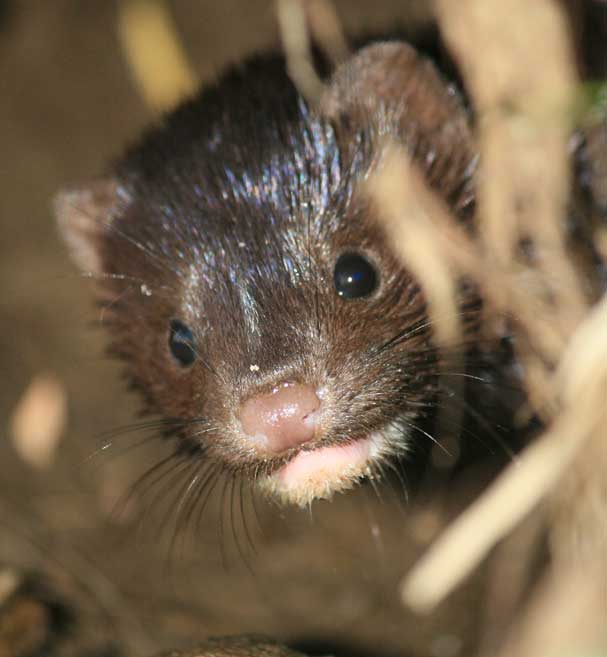
Visó en un estany de castor a l'Alhambra Creek (2009)

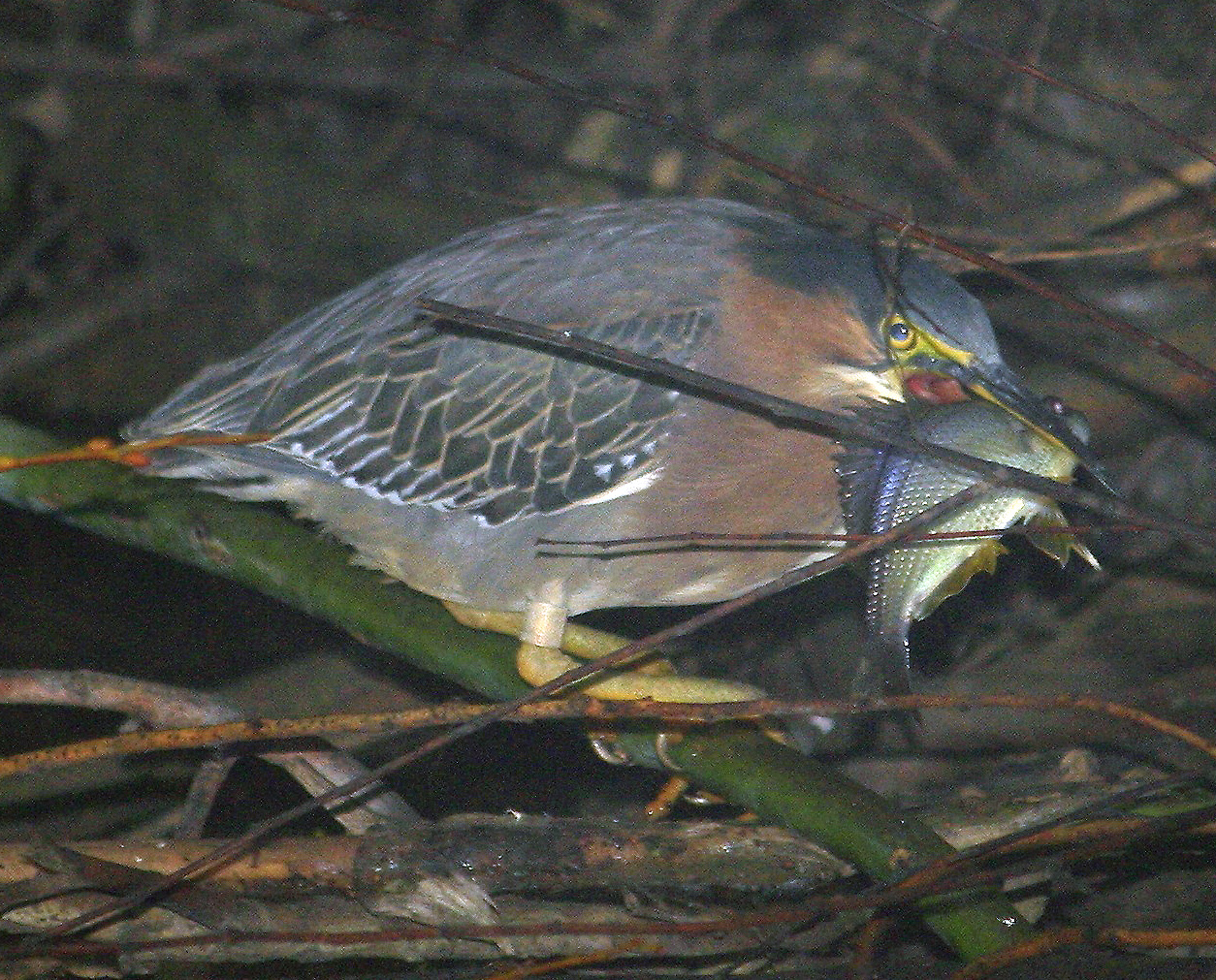
Un martinet verd capturant el primer Hysterocarpus traskii registrat (2010)

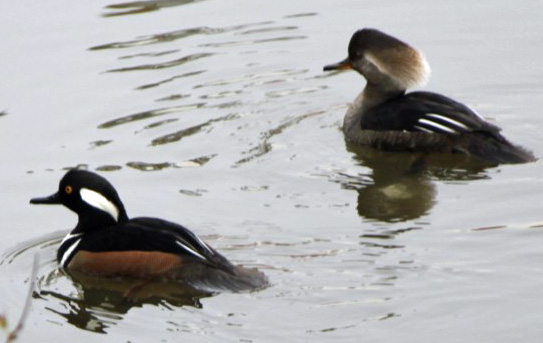
Bec de serra coronat a un estany de castor de l'Alhambra Creek (desembre de 2010)

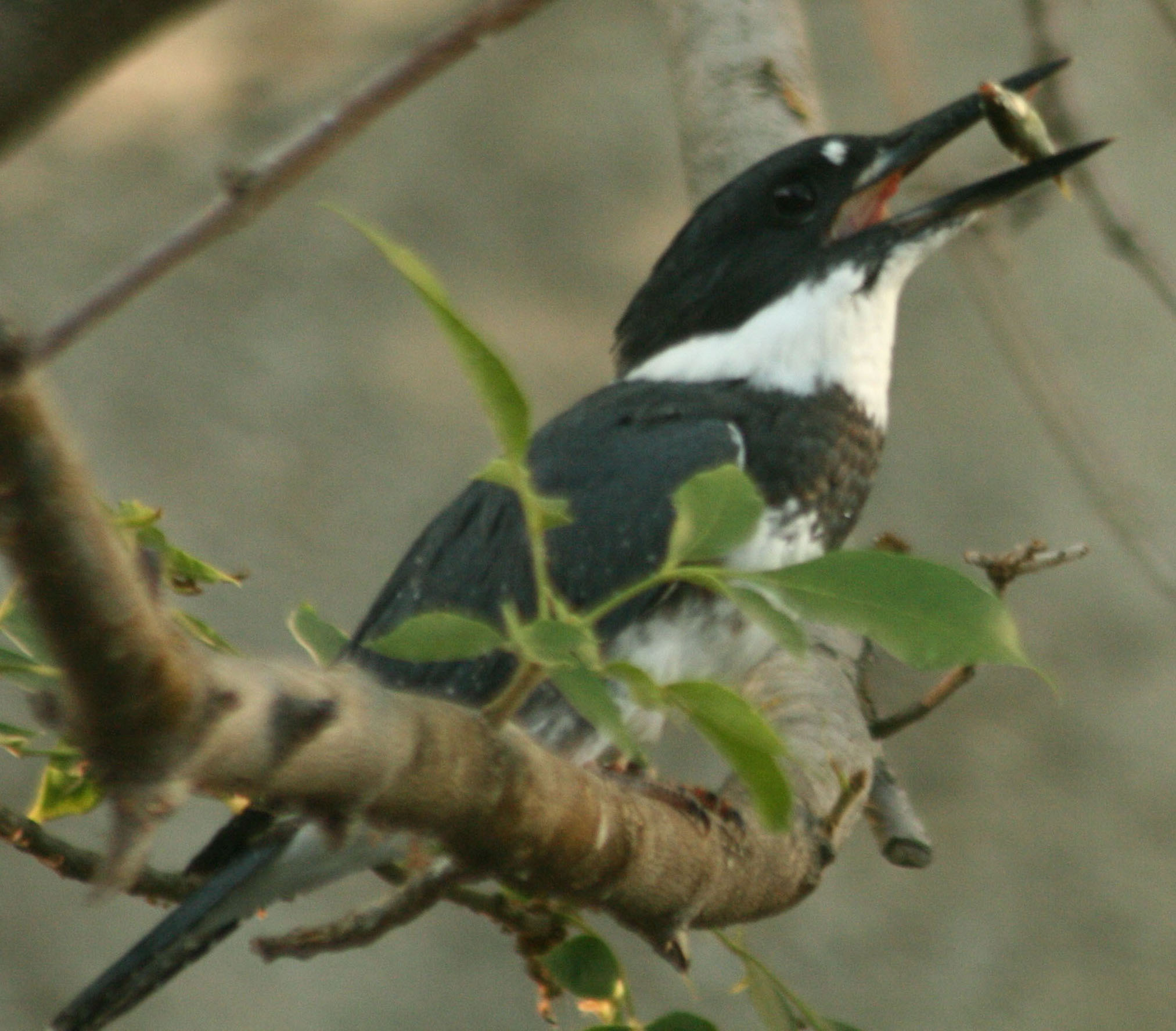
Alció blau menjant peix sobre un estany de castor a l'Alhambra Creek

A finals de 2006, l'Alhambra Creek, que travessa la ciutat de Martinez, havia estat adoptat per dos castors. Els castors hi van aixecar una presa d'uns 9 metres d'amplada i gairebé 2 metres d'alçada, i van rosegar l'escorça de la meitat dels salzes i altres arbres que la ciutat havia plantat com a part dels Projecte de Control d'Inundacions (1997) de 9,7 milions de dòlars. Irònicament, la pitjor inundació des que s'havia posat en marxa el projecte l'any 1999 es va produir el 2005, gairebé dos anys abans del retorn dels castors.
El novembre de 2007, la ciutat va declarar que el risc d'inundacions feia necessària la retirada dels castors. Com que el Departament de Pesca i Caça de Califòrnia (DFG) no els permetia la reubicació, l'única solució era l'eliminació dels castors. Els residents van manifestar objeccions, el que va provocar manifestacions, així com l'interès dels mitjans de comunicació locals. Als 3 dies de l'anunci de la decisió d'exterminar els castors, el centre de va ser envaït per càmeres de televisió i curiosos. A causa de la protesta pública, la ciutat va obtenir un permís excepcional del DFG, que es va oferir a pagar el seu trasllat. Aquesta decisió va alleujar gran part de la tensió, però els residents van continuar pressionant al ajuntament perquè permetés als castors quedar-s'hi. En un reunió del consell municipi amb molta atenció per parts del ciutadans, l'ajuntament de ser alhora elogiat per haver obtingut el permís del DFG i criticat per no cercar mesures de control d'inundacions efectives. Els comerciants va expressar les seves preocupacions, però la majoria es van posicionar a favor de les estratègies de gestió del flux del corrent. Ofertes d'ajudar arribaren de la Sierra Club, la Humane Society, el superintendent d'escoles i molts residents particulars.
Després d'aquesta reunió, l'alcalde Robert Schroder va formar un subcomissió dedicada als castors. La ciutat va contractar a la companyia Skip Lisle of Beaver Deceivers de Vermont perquè instal·lés un dispositiu de flux. La solució va ser instal·lar una canonada a través de la presa per evitar que el nivell d'aigua de l'estany fos excessiu. El dispositiu de flux, a partir de 2013, va controlar el nivell d'aigua.
Com a espècie clau, els castors van anar transformant l'Alhambra Creek des d'unes poques preses fins a múltiples preses i estanys, que al seu torn, van provocar el retorn de la truita arc de Sant Martí i la llúdria el 2008, i el visó el 2009. Alguns exemples de l'impacte del castor com a espècie clau el 2010, els trobem en un martinet verd capturant un espècimen de Hysterocarpus traskii, en el que va ser el primer registre d'aquesta espècie a l'Alhambra Creek, i l'arribada al desembre d'una parella de becs de serra coronat (vegeu imatges). Des de la seva arribada el 2006, els pares castors s'han reproduït cada any.
El novembre de 2009, l'ajuntament de Martínez va aprovar la col·locació d'un mural de 81 rajoles de la vida silvestre al pont del carrer Escobar. El mural va ser creat per escolars i donat per Worth a Dam per recordar als castors i altres animals de l'Alhambra Creek. El juny de 2010, després de donar a llum i deslletar trigèmins aquell any (i quadrigèmins els 3 anys anteriors), la "mare castor" va morir d'una infecció provocada per una dent trencada, com va confirmar l'autòpsia.
El 2011, va arribar una femella adulta al rierol i va donar a llum a tres castors. Les inundacions, que van seguir a fortes pluges, es van emportar la llar i les quatre preses de castor de l'Alhambra Creek el març de 2011.
Al setembre de 2011, les autoritats de Martinez van ordenar a Mario Alfaro, un artista local encarregat de pintar un mural a l'aire lliure per celebrar el patrimoni de la ciutat, que pintés sobre la representació d'un castor que havia inclòs en el seu mural. Ell va accedir i també va pintar sobre el seu propi nom en aparent protesta.
El 2014, la població del rierol era de 7 castors. Entre 2006 i 2014, van viure un total de 22 castors al rierol en diferents moments. D'aquest, 8 van morir, 7 encara hi viuen i dels altres 7 no se'n coneix el seu destí.
Entre 2008 i 2014, cada any s'ha celebrat el Beaver Festival a Martinez.

## Història del castor americà
Els castors de Martinez són probablement originaris del delta que formen els rius Sacramento i San Joaquín. Històricament, abans de la febre de la pell de Califòrnia de finals del segle xviii i principis del segle xix, el delta tenia probablement la major concentració de castors d'Amèrica del Nord. Fou inicialment el comerç de pell a Califòrnia, més que cap altre factor, el que va obrir l'Oest, i la zona de la badia de San Francisco en particular, al comerç mundial. Espanyols, francesos, anglesos, russos i americans es van dedicar al comerç de pells a Califòrnia abans de 1825, capturant quantitats prodigioses de castors, llúdries, martes, visons, guineus, mosteles, ossos marins, foques i llúdries marines. Quan la indústria de pells costanera i oceànica va començar a declinar, el focus es va girar cap als recursos de les terres interiors de Califòrnia. Entre 1826 i 1845 la Companyia de la Badia de Hudson va enviar anualment partides de caça des del Fort Astoria i el Fort Vancouver a les valls de Sacramento i San Joaquin i fins al French Camp al riu San Joaquin. Aquestes expedicions de captura deurien ser extremadament profitoses per justificar el llarg viatge cada any. Sembla que el castor era un dels animals capturats més valorat i aparentment molt abundant. Thomas McKay va informar de que en un any la Companyia de la Badia de Hudson havia obtingut 4.000 pells de castor a les ribes de la badia de San Francisco. En aquella època, aquestes pells es venien per 2,5 dòlars la lliura o 4 dòlars la peça sencera.
La zona de pas del delta, és probablement on McKay va tenir tant d'èxit, més que a la pròpia badia. El 1840, l'explorador Capità Thomas Farnham va escriure que el castor era molt nombrós a les desembocadures dels rius Sacramento i San Joaquin i al centenar de petites illes cobertes de matolls. Farnham, que havia viatjat molt per Nord-amèrica, va dir: «Probablement no hi cap lloc de la mateixa magnitud en tot el continent d'Amèrica que contingui tants d'aquests animals tant sol·licitats».